# Ålvik
Ålvik este o localitate din comuna Kvam, provincia Hordaland, Norvegia, cu o suprafață de 0,7 km² și o populație de 488 locuitori (2013).